# Sudden Death (Megadeth)
Sudden Death è un singolo del gruppo musicale statunitense Megadeth, pubblicato il 24 settembre 2010.

## La canzone
Scritto appositamente per il videogioco Guitar Hero: Warriors of Rock, il brano presenta una ritmica veloce e semplice ma caratterizzata anche dall'alternanza tra il cantato di Dave Mustaine e gli assoli di chitarra.
Sudden Death ha inoltre ricevuto una candidatura ai Grammy Awards 2011 nella categoria relativa alla miglior interpretazione metal, vinta dagli Iron Maiden con El Dorado.

## Tracce
1. Sudden Death – 5:08